# Bulbostylis somaliensis
Bulbostylis somaliensis là một loài thực vật có hoa trong họ Cói. Loài này được Lye mô tả khoa học đầu tiên năm 1996.